# های فلای مالتا
های فلای مالتا (به انگلیسی: Hi Fly Malta) یک شرکت هواپیمایی با کد یاتا 5M است که در ۲۰۱۳ میلادی تأسیس شده است. دفتر مرکزی‌های فلای مالتا در مالت واقع شده است و قطب این شرکت هواپیمایی در فرودگاه بین‌المللی مالت قرار دارد.
این شرکت نخستین مشتری غیرمستقیم ایرباس ای۳۸۰ است.